# Adolf Hergenröder

Adolf Hergenröder

Adolf Hergenröder (* 2. August 1896 in Bad Kissingen; † 12. Mai 1945 in Klingen) war ein deutscher Politiker (NSDAP).

## Leben und Wirken
Hergenröder besuchte die Volksschule, dann die Realschule in Bad Kissingen und die Oberrealschule in Würzburg. Am 1. Oktober 1914 meldete er während des Ersten Weltkriegs sich als Freiwilliger zur Bayerischen Armee und kämpfte in den folgenden vier Jahren  an der Westfront. Im Juli 1918 wurde Hergenröder, der im Krieg einmal durch ein Artilleriegeschoss leicht verwundet wurde, zum Leutnant der Reserve im 11. Feldartillerie-Regiment ernannt. 1919 beteiligte er sich an der Zerschlagung der Bayerischen Räterepublik.
Von 1919 bis 1921 studierte er an der Landwirtschaftlichen Abteilung der Technischen Hochschule in München. 1922 legte er das Staatsexamen für den höheren landwirtschaftlichen Staatsdienst und für das landwirtschaftliche Lehramt ab, so dass er fortan den Titel eines Diplomlandwirtes führen durfte. In den Jahren 1922 bis 1923 war Hergenröder als Referendar an der staatlichen landwirtschaftlichen Stelle Schweinfurt und an der Staatszuchtinspektion Würzburg tätig.
1926 wurde er Landwirtschaftsberater im Bayerischen Staatsdienst. Von 1926 bis 1930 wurde er als Assessor an der staatlichen Landwirtschaftlichen Stelle Fürth im Breisgau beschäftigt. Am 1. April 1930 wurde er aus politischen Gründen als Assessor an die Landwirtschaftliche Stelle in Schweinfurt versetzt. 
Zum 1. Juni 1928 trat Hergenröder in die NSDAP ein (Mitgliedsnummer 90.069). Später wurde er auch Mitglied der SA und der SS (SS-Nummer 258.670). 1931 wurde er SA-Sturmführer der Reserve in Schweinfurt. 1933 folgte die Ernennung zum Obersturmführer bei der SA-Standarte 27.
Bei der Reichstagswahl vom Juli 1932 wurde Hergenröder als Kandidat seiner Partei für den Wahlkreis 26 (Franken) in den Reichstag gewählt, dem er in der Folge bis zum Ende der nationalsozialistischen Herrschaft im Mai 1945 angehörte. Seit 1930 war er außerdem Mitglied des Stadtrates von Fürth. 
Am 1. April 1933 wurde Hergenröder zum landwirtschaftlichen Gaufachberater für den Gau Mittelfranken der NSDAP ernannt. Vom 1. Juni 1933 bis 1934 amtierte er zugleich als stellvertretender landwirtschaftlicher Gaufachberater für den Gau Unterfranken. Im selben Gau wurde er Abschnittsleiter und Landpressereferent. Hinzu kam die Aufgabe des Gaufachberaters für den ständischen Aufbau der NSDAP in Mittelfranken. Vom Oktober 1933 bis zum Oktober 1935 fungierte er als Kreisbauernführer in Nürnberg.
Im Mai 1934 wurde Hergenröder, der auch einige agrarpolitische Abhandlungen verfasste, zum Hauptabteilungsleiter II der Landesbauernschaft Bayern ernannt. Seit dem Frühjahr desselben Jahres gehörte er zudem dem Reichsbauernrat an.